# Vytenis Čižauskas
Vytenis Čižauskas (ur. 16 września 1992 w Koszedarach) – litewski koszykarz, występujący na pozycji rozgrywającego, reprezentant kraju, multimedalista międzynarodowych imprez młodzieżowych, obecnie zawodnik Nevėžis Kiejdany.
W 2008 wystąpił w meczu wschodzących gwiazd Jordan Classic International. W 2012 wziął udział w Nike Hoop Summit.
9 października 2020 podpisał kontrakt z MKS-em Dąbrowa Górnicza. 25 czerwca 2021 zawarł po raz kolejny w karierze umowę z litewskim Nevėžis Kiejdany.

## Osiągnięcia
Stan na 17 listopada 2021, na podstawie, o ile nie zaznaczono inaczej.
Drużynowe
- Mistrz:
  - Ligi Bałtyckiej (2017)
  - Litwy (2014)
- Wicemistrz:
  - Ligi Bałtyckiej (2009)
  - Litwy (2009)
- Finalista Pucharu Litwy (2009)
- Uczestnik międzynarodowych rozgrywek FIBA Europe Cup (2016–2018)

Indywidualne
- Lider w asystach ligi łotewskiej (2015)

Reprezentacja
- Mistrz:
  - świata U–19 (2011)
  - Europy:
    - U–20 (2012)
    - U–18 (2010)
    - U–16 (2008)

  - olimpijskiego festiwalu młodzieży Europy (2007)
- Uczestnik:
  - uniwersjady (2013 – 5. miejsce, 2015 – 6. miejsce)
  - mistrzostw:
    - świata U–19 (2009 – 9. miejsce, 2011)
    - Europy U–18 (2009 – 4. miejsce, 2010)
- MVP olimpijskiego festiwalu młodzieży Europy (2007)
- Lider w asystach:
  - Eurobasketu U–18  (2010)
  - mistrzostw świata U–19 (2011 – 5,6 – wspólnie z Grzegorzem Grochowskim)[6]